# 杉山一夫
杉山一夫（すぎやま かずお、1950年- ）は、日本の銅版画家、パチンコ研究家。

## 人物・来歴
横須賀市生まれ。1974年、同市在住の造形作家、若江漢字・治子夫妻に銅版画の手ほどきを受ける。以後独学で内外の国際展に出品。アンダーワールドの女達を描き、1982年、日本版画協会奨励賞受賞。1985年、日本版画協会準会員賞受賞。1991年、ルブリン国際反戦芸術トリエンナーレ(ポーランド)準大賞受賞。大英博物館他に作品収蔵。日本版画協会委員、かながわ版画振興会事務局長を経て、1993年よりパチンコのルーツ解明に挑む。2020年6月、パチンコ誕生博物館をオープンする。日本美術家連盟会員。

## 著書
- 『パチンコ誕生 シネマの世紀の大衆娯楽』創元社, 2008.8
- 『塚山公園と按針祭とパンパンと美空ひばり』めい出版, 2018.1
- 『パチンコ』ものと人間の文化史　法政大学出版局, 2021. 6
- 『玉ころがし』ものと人間の文化史　法政大学出版局, 2022. 7
- 『パチンコ四部作完結編　コリントゲーム史』めい出版, 2023．7